# Ourches-sur-Meuse
Ourches-sur-Meuse è un comune francese di 223 abitanti situato nel dipartimento della Mosa nella regione del Grand Est.

## Storia

### Simboli
Lo stemma attuale è stato adottato il 12 aprile 2024.
L'orchidea (in francese orchidée) è un'arma parlante con riferimento all'antico nome del comune Orchadee. La trangla ondata rappresenta la Mosa, che lambisce il territorio comunale, e il canale che alimenta il mulino. I pomi alle estremità delle crocette ricordano l'emblema del Capitolo della cattedrale di Santo Stefano di Toul (di rosso, a tre sassi d'argento). La testa di leone prende spunto dal blasone della famiglia d'Ourches che era d'argento, al leone di nero, lampassato, allumato e coronato di rosso e che in precedenza era utilizzato dal comune come proprio stemma.

## Società

### Evoluzione demografica
Abitanti censiti